# Джелал ад-Дин Мангуберди
Джелал ад-Дин Мангуберди (Джелалэддин Менгуберди; полное имя — Джалал ад-Дунийа ва-д-Дин Абу-л-Музаффар Манкбурны ибн Мухаммад; туркм. Jelaleddin Meňburny; 1198—1231) — последний хорезмшах (с 1220 года) из династии Ануштегенидов, старший сын хорезмшаха Ала ад-Дина Мухаммеда II .

## Описание Джалаладдина и ранние годы
Джелал ад-Дин был старшим сыном хорезмшаха Ала-ад-Дин Мухаммеда из династии Ануштегинидов.
По данным современника хорезмшаха историка ан-Насави, он считал себя тюрком, в частности, он говорил: «я тюрк, малосведущий в арабском языке».
Шихаб аддин Мухаммад ибн Ахмад ан-Насави — личный секретарь султана Джалал ад-Дина Мангуберды описывал его следующим образом: «он был смуглым, небольшого роста, тюрком по речи и по выражениям, но говорил также и по-персидски. Что касается его храбрости, то, чтобы сказать о ней, достаточно упомянутых мной его битв. Это был лев среди львов и самый отважный среди своих смельчаков-всадников. Он был кротким, не сердился и не бранился».

## Деятельность
Он пришёл к власти в феврале 1221 года после смерти своего отца, хорезмшаха Мухаммеда II. Возглавил борьбу Хорезма против монгольского вторжения. Собрав 300 преданных воинов, Джелал ад-Дин отправился в Хорасан. В округе Нисы хорезмийцы атаковали монгольский отряд, состоящий из 700 человек, и разбили его. Чингисхан вынужден был отправить в Хорезм и Хорасан специальный отряд, который столкнулся с войском младших сыновей Ала ад-Дина Мухаммеда. В жестокой битве оба брата Джелал ад-Дина погибли.
Сам Джелал ад-Дин в это время продвигался к Газни. В верховьях Мургаба к нему присоединился бывший наместник Мерва Хан-Малик и туркменский хан Сейф ад-Дин. Прибыв в Газни, Джелал ад-Дин вскоре собрал десятитысячное войско, напал с ним на монгольский отряд, осаждавший Кандагар, и разгромил его. Военачальники разбитых хорезмийских отрядов, услышав об успехах своего правителя, стали собираться в Газни, и вскоре под началом Джелал ад-Дина оказалось около 70 тысяч воинов. Под его знамёна прибыли двоюродный брат Амин ал-Мульк, полководец Тимур-Малик, хан карлуков Азам-Малик и предводитель афганцев Музаффар-Малик. Чингисхан, ещё не зная о силах хорезмшаха, выслал против него 30-тысячную армию под командованием Шиги-Кутуку.
Главным источником о жизни Джелал ад-Дина является сочинение ан-Насави «Сират ас-султан Джалал-ад-Дин Мангуберды» («Жизнеописание султана Джалал-ад-Дина Манкбурны»).

### Битва при Парване
Весной наступавшее войско Джелал ад-Дина наткнулось на передовой отряд Шиги-Кутуку у селения Валиан на реке Гори. Монгольский отряд почти полностью был перебит: спаслась лишь сотня воинов. Затем Джелал ад-Дин направился к ущелью, где и стал ждать сражения. Шиги-Кутуку двинул к этому месту всё своё войско. Обе армии сошлись в каменистом ущелье, стиснутым крутыми скалами. Для конницы местность была неблагоприятной, и обе стороны вынуждены были воздержаться от маневрирования. Джелал ад-Дин приказал Темурмалику двинуться вперёд с пешими лучниками. Шиги-Кутуку продержался первый день, несмотря на то, что хорезмийцы, обнаружив слабое место противника, забрались на скалы и стали стрелять по монголам сверху, что наносило серьёзный урон монгольской армии.
На следующее утро воины Джелал ад-Дина, окинув взглядом ущелье, увидели, что монгольская армия стала многочисленнее. На самом деле Шиги-Кутуку приказал посадить на запасных лошадей соломенные чучела, обмотанные тряпьём. Хорезмшах успокоил своих военачальников и приказал спешиться всей первой линии своего войска. Монгольская атака на левое крыло противника попала под град стрел. Тогда Шиги-Кутуку приказал атаковать неприятеля по всему фронту. Однако град стрел и каменистая местность не давали монголам развить успех. Джелал ад-Дин посадил своих воинов в седло и начал контратаку. Застигнутые врасплох, монголы обратились в бегство. Воины хорезмшаха обрушились на отступавшего противника, и Шиги-Кутуку потерял половину своего войска. Многие исследователи отмечают, что разгром монгольских войск при Парване был единственным крупным поражением монголов за всё время их боевых действий в Средней Азии, Иране и Афганистане в период похода Чингисхана на Запад.

### Сражение на реке Инд

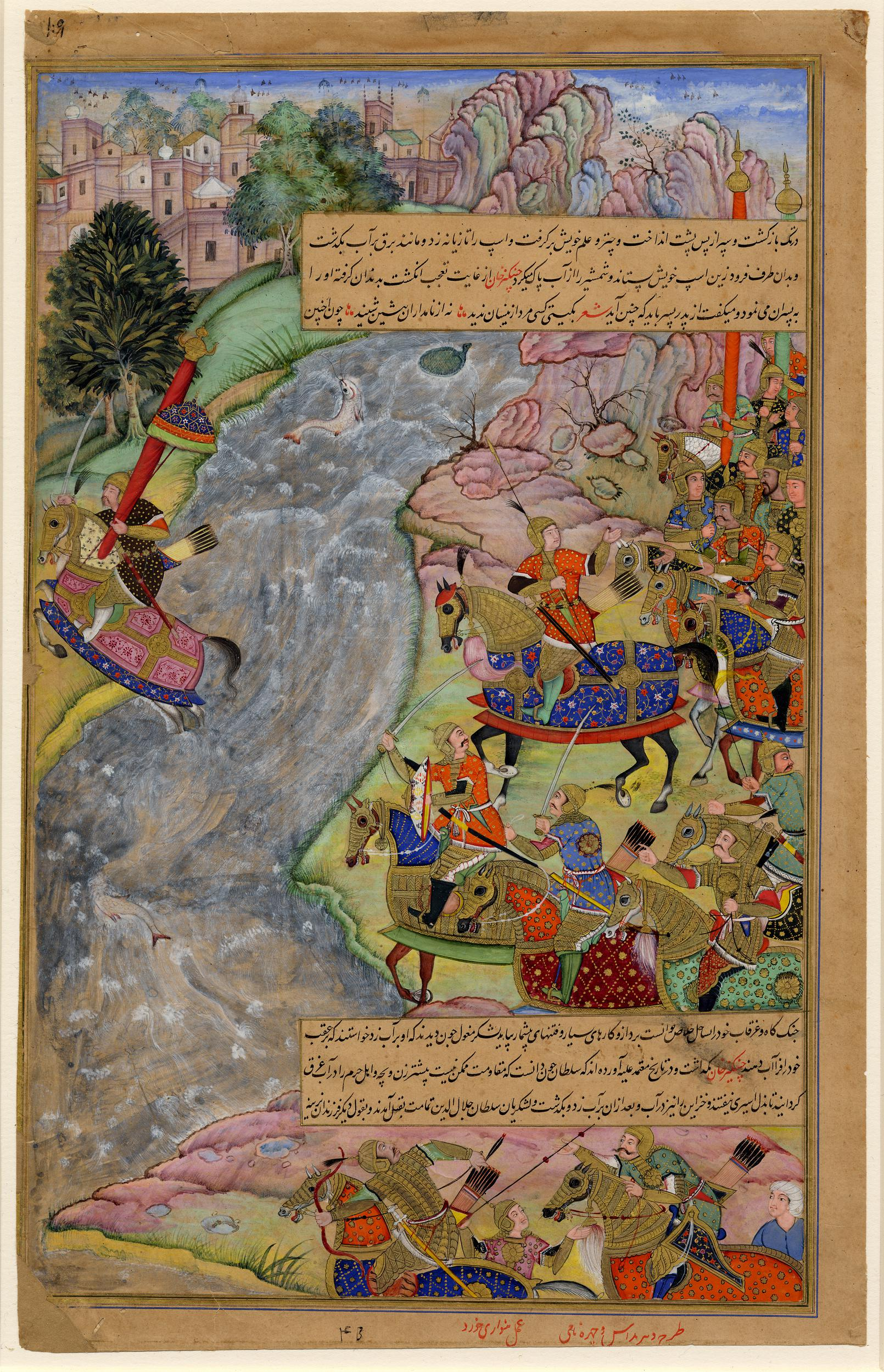
Джелал ад-Дин Мангуберди пересекает реку Инд, спасаясь от Чингисхана и его армии

После поражения монголов под Парваном Чингисхан во главе главных сил сам двинулся на Джелал ад-Дина. Он настиг его на берегу реки Инд 9 декабря 1221 года. Хорезмшах построил войско полумесяцем, упершись обоими флангами в реку. Монголы обрушились на фланги, которые вскоре были разбиты. Центр старался пробиться, но большинство воинов было уничтожено. Джелал ад-Дин приказал утопить в реке весь свой гарем, а затем, чтоб не попасть в плен, бросился вместе с конём с большого утёса в воды реки Инд. Хорезмшаху с 4 тысячами всадников удалось достичь другого берега Инда и даже погрозить монголам мечом. В битве была взята в плен и казнена семья Джелал ад-Дина, сам он ушёл в Индию. По легенде, Чингисхан, восхищённый мужеством молодого султана, сказал своим сыновьям: «Вот такой у отца должен быть сын». Для преследования Чингисхан выделил отряд во главе с темниками Бала-черби и Дорбо-Докшином. Но, дойдя до города Мултана, монголы потеряли след султана.

### Убежище в Индии
Джалал ад-Дин провел три года в изгнании в Индии. Вступив в союз с хохарами, он напал на Лахор и Пенджаб. На этом этапе он обратился с просьбой о союзе против монголов к Илтутмишу, тюркскому мамлюку Делийского султаната. Султан Дели отказался, чтобы избежать конфликта с Чингисханом, и направился к Лахору во главе большой армии. Джалал ад-Дин отступил из Лахора и двинулся к Уччу, нанеся тяжелое поражение его правителю султану Насир-уд-Дину Кабаче, и разграбил Синд и северный Гуджарат, прежде чем вернуться в Иран в 1224 году.

## Поход в Закавказье

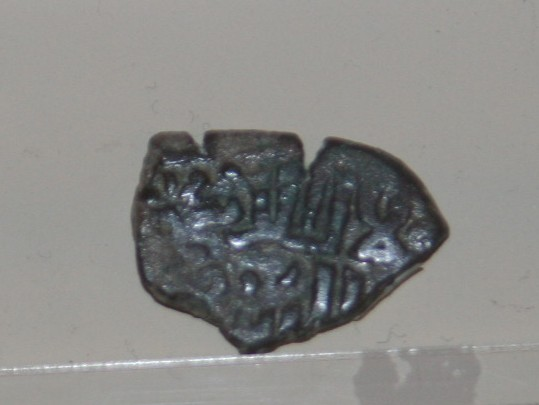
Медный дирхам Джелал ад-Дина Хорезмшаха. Музей истории Азербайджана, Баку

В 1225 году Джелал ад-Дин с юга вторгся в пределы северного Ирана. Взяв Марагу, не оказавшую серьёзного сопротивления, султан пошел на Тебриз и овладел городом. Атабек Узбек бежал в Ганзак, а оттуда в неприступную крепость Алинджа, где и умер. За короткое время власть Джелал ад-Дина признала Гянджа, Барда, Шамкир и другие города Аррана.
В 1225 году войска Джелал ад-Дина захватили часть Грузии и земли Армении. 8 августа 1225 года близ города Двин в Восточной Армении между грузино-армянским войском и армией Джелал ад-Дина происходит битва, вошедшая в историю как Битва при Гарни. В ней хорезмшах одержал победу.
В 1226 году он захватил и разорил грузинскую столицу Тбилиси. Захваченным в плен десяти тысячам грузинских воинов было предложено перейти в ислам. После их отказа все пленные были убиты на мосту через Мтквари (Куру), получившем известность как «мост десяти тысяч тифлисских мучеников». Согласно грузинскому источнику, хорезмшах снёс купол собора Сиони и заменил его троном для себя. По его распоряжению иконы Христа и Девы Марии вынесли из собора и поместили на мосту через Мтквари, чтобы заставить христиан наступить на них. Тех, кто отказывался осквернять иконы и совершать отступничество в сторону ислама, обезглавили. Согласно анонимной грузинской «Хронике столетия» XIV века, количество погибших за веру составило 100 тысяч человек. Грузинская церковь поминает их как сто тысяч мучеников Тбилиси.
Затем войска Джелал ад-Дина завоевали области Соихити, Картли и Триалети, завладев всей Восточной Грузией. В ходе завоевания Джелалом ад-Дином восточного Закавказья распалось государство Ильдегизидов. Ширваншахи также признали себя вассалами Джелал ад-Дина.
На следующем 1227 году Джелал ад-Дин разбил отряд монголов близ Рея. К этому времени он вел войну на два фронта: в западном Иране — против монголов, в Закавказье — с грузинами и армянами. В 1228 году против хорезмшаха совместно выступили румский султан Ала ад-Дин Кей-Кубад, египетский султан Малик ал-Камил и киликийский армянский царь Хетум I. Близ Еревана войска Джелал ад-Дина потерпели поражение. В 1230 году Джелал ад-Дин захватил крепость Хлат, но вскоре потерпел поражение от Кей-Кубада и Малика ал-Камила.

## Гибель
Джелал ад-Дин в течение многих лет успешно боролся против войск Чингиз-хана, однако, не сумев организовать единый фронт сопротивления монголам, погиб в горах Курдистана. Через владетеля Аламута монголы узнали, что Джелал ад-Дин ослаблен недавним поражением. В том же году тридцатитысячное монгольское войско под предводительством Чормагана легко разбило Джелал ад-Дина и заняло северный Иран. Хорезмшах отступил в Гянджу. Монголы следовали за ним и захватили Арран. Джелал ад-Дин укрылся в горах Маййафарикина и здесь в августе того же года был убит неизвестным.

## Память о Джелал ад-Дине Мангуберди

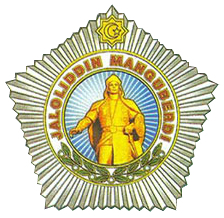
Орден республики Узбекистан «Жалолиддин Мангуберди».

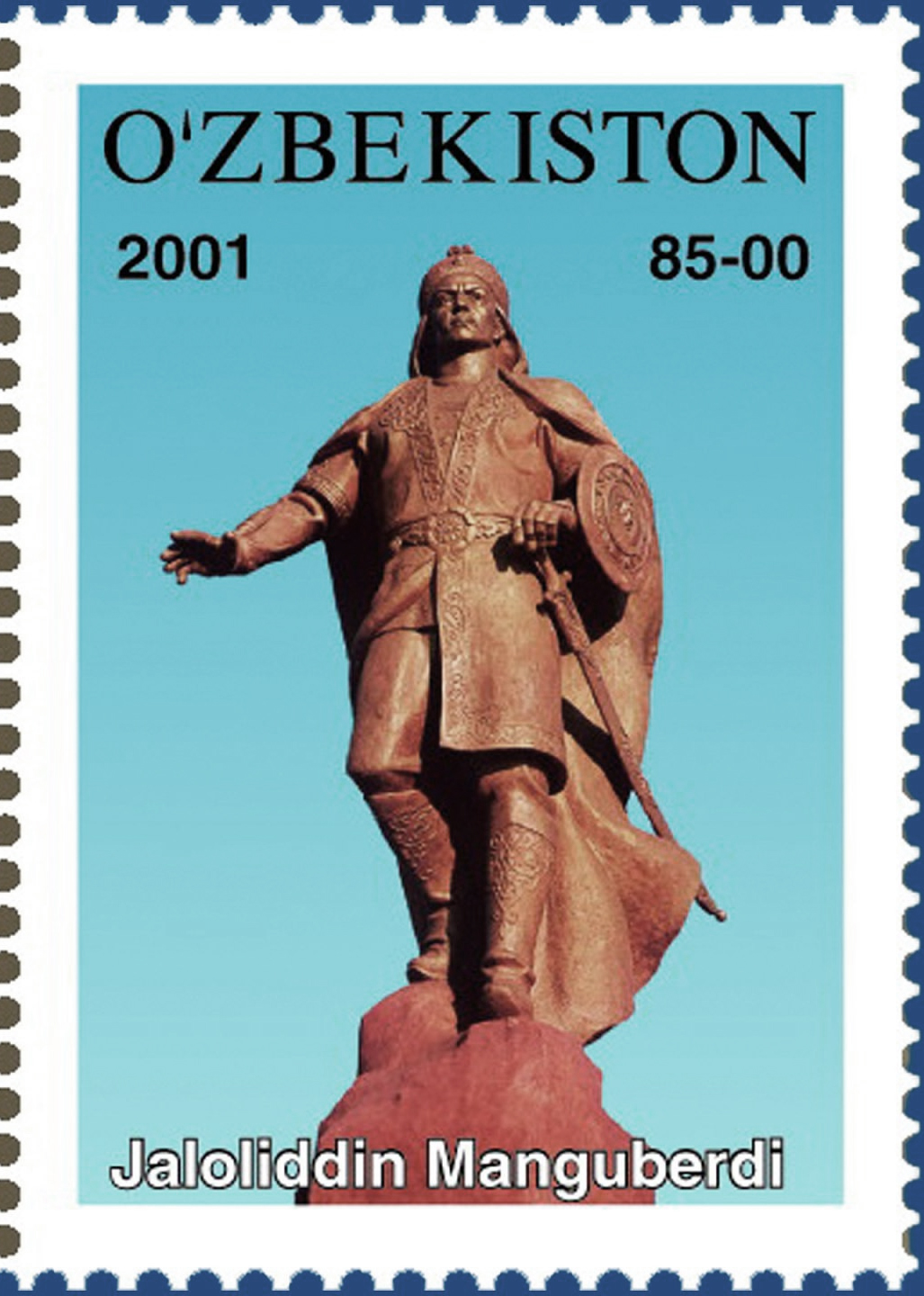
марка, выпущенная в честь Джалалиддина Мангуберды в Узбекистане, 2001 год

В Узбекистане Джелал ад-Дин Мангуберди входит в число национальных героев. По мнению академика В. В. Бартольда, хорезмшахи по национальности считаются узбеками.
В 1999 году широко отмечалось 800-летие Джелал ад-Дина Мангуберди. В Узбекистане ему поставлены несколько памятников, в Хорезмской области построен мемориальный комплекс, посвящённый Джелал ад-Дину Мангуберди. 29 августа 2022 года Президент Республики Узбекистан Шавкат Мирзиёев открыл памятник в Хорезмской области Республики Узбекистан.
В 1999 году была выпущена юбилейная монета в 25 сумов, посвященная 800-летию Джелал ад-Дина.
30 августа 2000 года был учреждён орден «Жалолиддин Мангуберди» (узб. Jaloliddin Manguberdi ordeni). Согласно статуту ордена, им награждаются военнослужащие командного состава, проявившие военный талант, образец мужества и героизма при защите независимости страны, неприкосновенности её границ, а также внёсшие большой вклад в укрепление обороноспособности государства. 22 августа 2003 года этим орденом была награждена Хорезмская область.

## В культуре
- Возвеличивание Джелал ад-Дина началось в советский период, и он является одним из главных героев в романе Василия Яна «Чингиз-хан», изданного в 1939 году, и повести «На крыльях мужества».
- В честь Джелал ад-Дина Мангуберди был показан спектакль «Жалолиддин Мангуберди» на сцене Узбекского национального академического театра[14]
- Он стал героем романа Григола Абашидзе «Долгая ночь».
- Он стал персонажем романа Исая Калашникова «Жестокий век».
- Джелал-ад-Дин Менгуберди также является второстепенным героем в китайском сериале «Чингисхан»
- В апреле 2015 года, в мероприятии с участием президента Туркменистана Народный художник Туркменистана Сарагт Бабаев получил награду за лучшую скульптуру — «Jelaleddin Meňburun»[15].
- В 2017 году был выпущен музыкальный клип с участием О. Назарбекова «Мендирман», посвящённый Джалал ад-Дину.[16]
- Клип узбекской группы «Сетора» — «Аждодлар рухи»[17]
- Джелал ад-Дин Менгуберди эпизодически появляется в узбекском фильме «Возрожденный из пепла»[18]
- Снят турецко-узбекский сериал режиссёром Мехметом Боздагом о Джелал ад-Дине Менгуберди под названием «Мендирман Джалолиддин». Премьера первой серии была намечена на февраль 2021 года[19]
- В сентябре 2021 года Главным драматическим театром Туркменистана был поставлен спектакль «Джелалетдин Султан — вечная гордость Отчизны», посвященный Джелал ад-Дину Менгуберди.[20]